# Liv till varje pris
Liv till varje pris – En film om Bo Widerberg är en svensk dokumentärfilm från 1998 i regi av Stefan Jarl.
Filmen handlar om den svenske regissören Bo Widerbergs filmgärning. Genom Thommy Berggren som ciceron får tittaren följa klipp från Widerberg-filmerna Barnvagnen, Kvarteret Korpen (båda 1963) och Elvira Madigan (1967). Dessa varvas med inspelningssekvenser och intervjuer med kollegor och Berggren ger också uttryck för sitt förhållande till Widerberg. Vidare visas klipp från Widerbergs ofullbordade film Rött och svart, vilken han arbetade med från 1980 fram till sin död 1997. Liv till varje pris tog endast fem veckor att göra.
Jarl skrev filmens manus och agerade även producent. Filmen fotades av Per Källberg, klipptes av Jarl och Joakim Johansson med konsultation från Anette Lykke Lundberg och innehöll musik komponerad av Ulf Dageby. Filmen premiärvisades på Göteborgs filmfestival den 7 februari 1998 och hade biopremiär den 21 augusti 1998 på Downtown i Malmö och Saga i Stockholm. Den utgavs även på video samma år.
Live till varje pris fick genomgående ett gott mottagande i pressen där upplägget med Berggren som ciceron framhölls som särskilt lyckat. Även Jarls insats lovordades. Filmen nominerades till Guldbagge i kategorin "bästa film".
Förutom Berggren medverkar personer som Roy Andersson, Tomas von Brömssen, Kalle Boman, Malena Digman, Keve Hjelm, Rolf Lindfors, Jan Troell och Karsten Wedel i filmen.